# Kunstguano
Onder kunstguano (ook: kunst-guano) wordt een kunstmestproduct verstaan dat fabrieksmatig vervaardigd wordt uit tal van organische afval.

## Geschiedenis
Het belang van een goede bemesting en de toediening van de juiste voedingsstoffen aan planten werd vanaf omstreeks 1840 onderkend en beschreven door Justus von Liebig.
Reeds was guano bekend als kunstmestproduct, doch dit was schaars en duur. Daarom trachtte men een product te vervaardigen uit organische afvallen dat goedkoop was, een goede bemestingswaarde bezat en waar de kwalijke geur en het infectiegevaar aan ontbrak.
In 1856 werd in de Agronomische Zeitung een fabriek nabij Posen beschreven, waarin een kunstguano werd bereid bestaande uit:
- 25 gewicht-% beendermeel
- 3,5 gewicht-% lijmvlees
- 10 gewicht-% wollen lompen en hoornafval in poedervorm
- 40 gewicht-% gedesinfecteerde menselijke uitwerpselen
- 22 gewicht-% zouten, zuren en turf (mede om de geur te absorberen)

In andere fabrieken werd ook visafval verwerkt. Uiteraard ging de productie van kunstguano gepaard met een aanzienlijke stankoverlast, wat in dichtbevolkte gebieden tot grote problemen en ook tot gedwongen stopzetting van de activiteiten leidde.

## Nederland
Reeds in 1847 werd onder de naam: Amsterdamsche mest-compositiën in het Algemeen Handelsblad met kunstguano geadverteerd. Dit product werd gekarakteriseerd als: droog, reukloos en krachtig.
Initiatieven tot productie van kunstguano in Nederland waren onder meer die van Vis & Leeuw te Escharen (1865). Vanaf 1875 was een dergelijke fabriek actief te Capelle aan den IJssel. Deze groeide later uit tot een superfosfaatfabriek welke de naam Centrale Guanofabrieken aannam. 
Aan de fabricage en het gebruik van kunstguano kwam weldra een einde doordat de anorganische chemie in staat bleek grote hoeveelheden stikstof- en fosfaathoudende kunstmest te produceren, zonder de nadelen van de kunstguano.